# Félix Decori
 (juillet 2018).
Si vous disposez d'ouvrages ou d'articles de référence ou si vous connaissez des sites web de qualité traitant du thème abordé ici, merci de compléter l'article en donnant les références utiles à sa vérifiabilité et en les liant à la section « Notes et références ».
Felix Decori

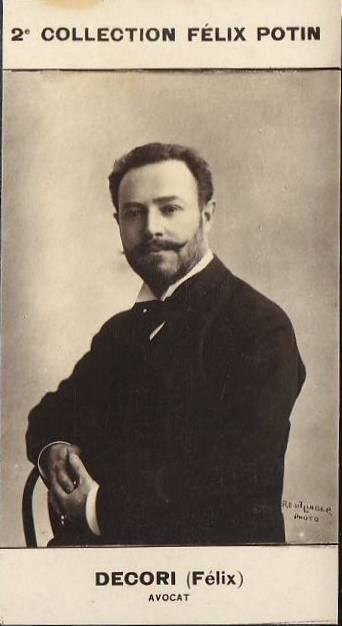

, né le 1er mars 1860 à Paris et mort d'une crise cardiaque au palais de l'Élysée le 18 octobre 1915, est un avocat et un homme politique français.

## L'avocat
Decori est né à Paris dans une famille corse. Après des études au lycée Charlemagne, il est inscrit au stage dès 1883. En 1886, il est nommé secrétaire de la conférence des avocats, dont il est dixième et où il rencontre Louis Barthou. Il est l'un pilier du Chat noir[Lequel ?] et devient plus tard un proche de Raymond Poincaré.
Inscrit au barreau de Paris, il devient un pénaliste réputé. Il s'illustre dans deux affaires criminelles : l’affaire dite de la Malle sanglante de Millery où il ne peut éviter la peine capitale à l'un des accusés, Michel Eyraud, et l’affaire de l’incendie de l'Opéra-Comique (2e salle Favart) dans la nuit du 25 au 26 mai 1887[Lequel ?].
Malgré son talent, il se tourne plus tard vers le droit civil, devenant l'avocat attitré de l'administration des douanes et de différents ministères pour lesquels il remplit des missions dans différents pays (Rome, Dresde, Berne, Monte-Carlo, États-Unis, etc.).
Félix Decori est aussi un lettré. Il commente et publie, en 1904, aux éditions Deman à Bruxelles, la Correspondance de George Sand et Alfred de Musset. Félix Decori est élu au Conseil de l’Ordre au début de l'année 1914, ce qui montre son influence au sein du barreau parisien.
Son épouse depuis 1888, née Magdeleine Perrody, aurait été la maîtresse de Poincaré. Elle a légué à la Bibliothèque nationale son Journal et les papiers de son mari.
Leur fille Denise épousa en décembre 1916 à Paris l'officier de marine et écrivain Maurice Larrouy.

## La politique et l'Élysée
Ami de Raymond Poincaré, celui-ci le désigne au tout début de la guerre comme secrétaire général civil de la Présidence de la république, où il traite de questions politiques et diplomatiques.
Decori arrive donc à l’Élysée à cinquante-quatre ans, encore dans la force de l’âge, mais affaibli par des troubles cardiaques. Ne ménageant guère sa santé, il meurt subitement, dans son bureau, en octobre 1915. Le pénaliste Henri-Robert prononce son oraison funèbre devant un Raymond Poincaré très affecté.
Decori avait tenté sa chance en politique: élu conseiller général de la Corse, il avait été battu au Sénat en septembre 1904 et aux législatives à Ajaccio en 1910. Officier de la Légion d'honneur, il avait été capitaine au 75e régiment territorial d'infanterie.